# Operation: Blocade
Operation: Blockade — шутер от первого лица 2002 года, разработанная Screaming Games и изданная Infogrames для аркадных компьютеров и PC. Действие происходит во времена Второй мировой войны, игра поддерживает кооперативную игру и получила сдержанные отзывы критиков.

## История
Во время Второй мировой войны Сарувийская Империя вторгается и завоевывает весь материк Объединённых Верховных Территорий, и только самый южный остров Джейнстауна ещё имеет силы сопротивляться. ОВТ в состоянии построить небольшой форт на пустынном острове между двумя странами, хотя и используют его, чтобы преследовать вражеские линии поставки. ОВТ — вымышленная страна, подобная США, использующая американское вооружение и награды для игрока. Сарувийская Империя — вымышленная страна, прообразом для которой послужила Германия, использует все немецкое оружие времен Второй мировой, униформу, имена и политические условия.

## Геймплей
Игрок и его союзники должны защитить от волн вражеских наземных, воздушных и морских сил крошечную островную заставу, лежащую непосредственно на пути линии поставки, которую Сарувийская Империя использует, чтобы вторгнуться в ОВТ. Архивная копия от 28 января 2017 на Wayback Machine [1]
Игра — шутер от первого лица — все действие происходит от лица главного героя, поскольку это проведено всюду по играющей окружающей среде. Игроки оборудуют более сильное оружие, в то время как игра продолжается, позволяя им уничтожить слабых врагов быстро или снять более крупных противников. Многопользовательский компонент позволяет игрокам объединяться против вражеских сил и развертывать тактику, основанную на их личных стилях.
Большая часть боя происходит в фиксированном бункере; игрок подстреливает самолёты и других врагов от этого местоположения с полной, перспективой на 360 градусов. Как с большинством игр стиля галереи, игроки накапливают пункты, поскольку они уничтожают вражеские силы.

## Разработка
Разработана Screaming Games и его дочерней компанией, Professor Fog’s Workshop, Operation: Blockade была свободно основана на предыдущих военных стрелках. менеджер по маркетингу Деннис Дэвидсон заявил, что игра обращается к более широкой аудитории, чем предыдущие события, поскольку она позволяет игрокам немедленно начать последовательность действий. Команда также боролась за точность в воинских частях и оружии как способ обратиться к преданным военным игрокам. [2]

## Критика
Operation: Blockade была встречена отрицательными обзорами от IGN и GameSpot. IGN выпустил счет 4 из 10, цитируя графику в качестве «ужасной и болезненной» и геймплей как то, чтобы вынуждать рецензента «кричать в боли», цитируя аудио в качестве «не все настолько плохо». GameSpot оценил игру 3.6 из 10, утверждая, что, «Если бы Вы должны были… играть в эту игру, Вы должны были бы быть частично безумными». GameSpot подверг критике геймплей игры как «повторные, часто разбивая» и проблему как включающий «мало умения». Архивная копия от 26 мая 2019 на Wayback Machine [3] Однако в отличие от IGN, GameSpot считал графику звездным часом игры, заявляя, что игра «выглядит довольно хорошей». Архивная копия от 26 мая 2019 на Wayback Machine [3]